# 마이셀로바 시나고그

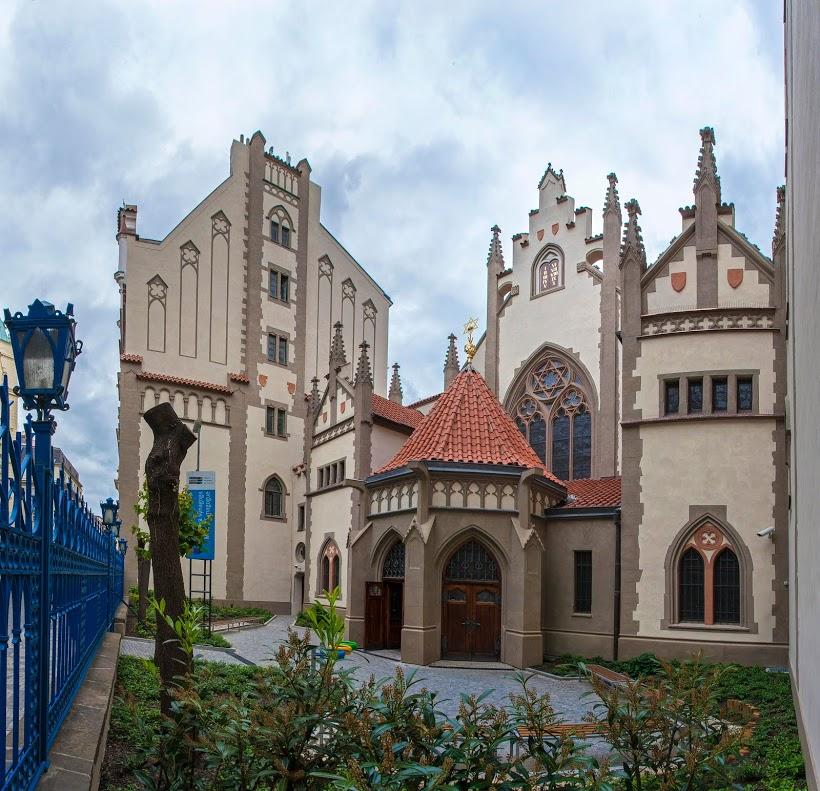
마이셀로바 시나고그

마이셀로바 시나고그(체코어: Maiselova synagoga)는 체코 프라하 요세포프에 있는 시나고그다. 이 회당은 16세기 말에 고딕 리바이벌 양식으로 지어졌다. 그 이후로 외관이 여러 번 바뀌었다. 프라하 유대인 박물관의 일부로 관리하고 있다.